# Galagania
Galagania là chi thực vật có hoa trong họ Apiaceae.